# 화담사
화담사(花潭祠)는 광주광역시 서구 화정동에 있는 려말선초 문신인 정희 선생을 모시는 사당이다. 1993년 3월 20일 광주광역시의 기념물 제18호로 지정되었다.

## 개요
고려말 문신인 묵은공 정희 선생을 중앙에 모시고 좌우에 그의 아들 문경공 정초·손자 문절공 정수충과 약포공 정오도·충장공 민제장의 위패를 모시고 있는 사당이다.
처음에는 사경과 예법에 뛰어나고 청렴결백한 정수충의 영정을 모신 영당이였으나, 정조 8년(1784) 그의 위패를 함께 모시면서 사당의 격을 갖추었다. 정조 20년(1796)에는 ‘이인좌의 난’을 평정하는데 공을 세운 민제장을, 순조 6년(1809)에는 정몽주의 제자로 충절을 지킨 그의 할아버지인 정희와 세종 때 학문과 예술, 과학, 기술 등에 업적을 남기고 청렴했던 그의 백부인 정초의 위패를 함께 모셨다. 그 뒤 고종 5년(1868) 흥선대원군의 서원철폐령으로 제사를 지내지 않다가 1905년 다시 제사지내기 시작했다. 1906년 송시열의 제자로 충효가 뛰어났던 정오도의 위패를 추가하고 정희의 위패를 중앙에 두어 지금의 틀을 갖추었다.
제사를 올리는 공간인 화담사는 앞면 3칸·옆면 1칸 규모의 건물로, 지붕은 옆면에서 보았을 때 사람 인(人)자 모양의 맞배지붕이며 앞쪽에는 넓은 마루가 있다. 건물 앞쪽으로는 내삼문인 양양문이 있고 계단을 내려가면 중간에 학문을 연구하는 공간인 동재와 서재가 있어 전형적인 전학후묘의 양식을 갖추고 있다.

## 참고 자료
- 화담사 - 국가유산청 국가유산포털